# Lincoln Nautilus
La Lincoln Nautilus è un'autovettura crossover mid-size di lusso prodotta dalla casa automobilistica statunitense Lincoln dal 2018.

## Storia

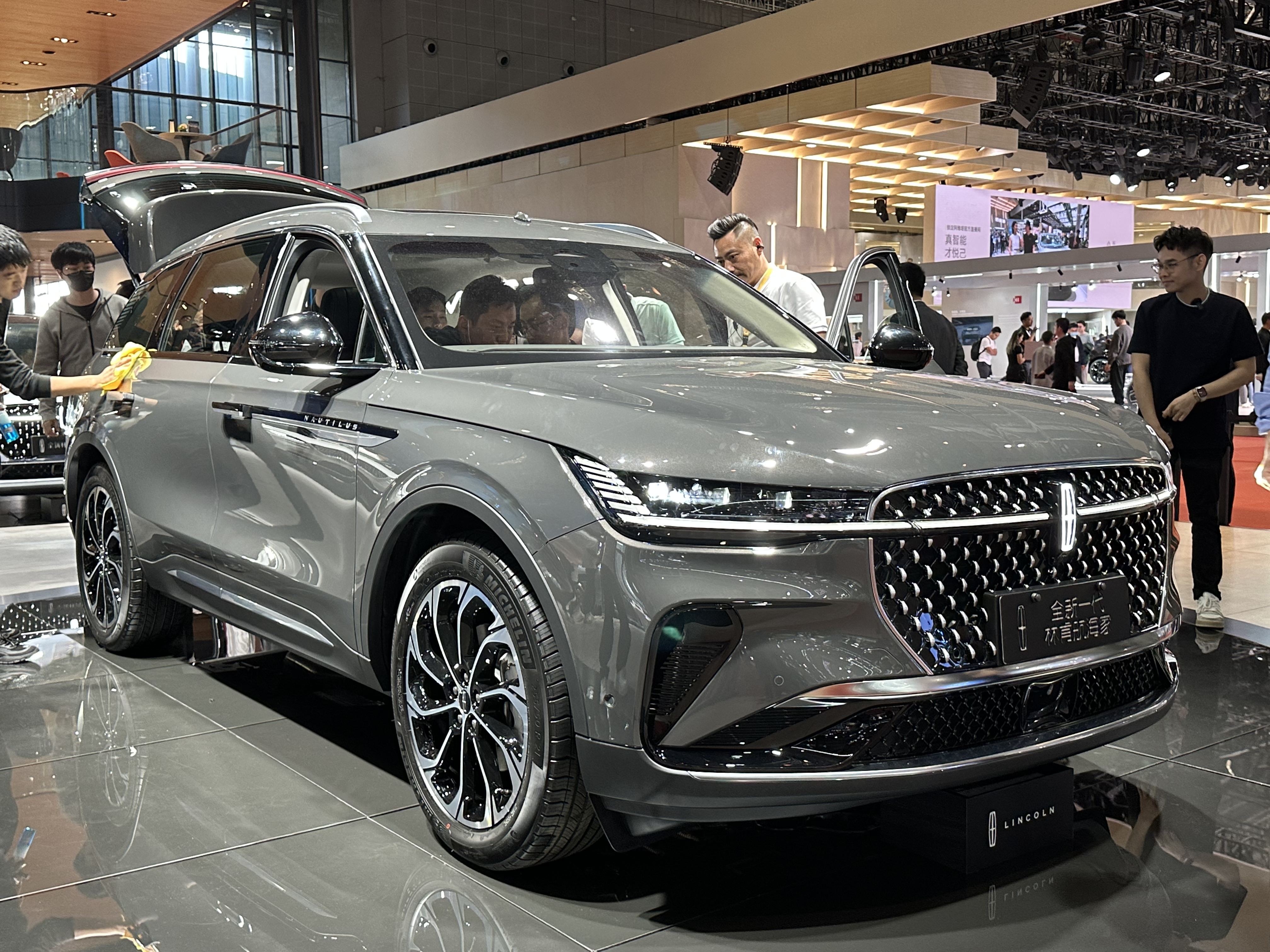
Nautilus II del 2023

La Nautilus è un crossover SUV di lusso di medie dimensioni commercializzato e venduto dal marchio Lincoln. Il nome "Nautilus" deriva dall'antica parola greca nautes, che significa "marinaio".

### Prima generazione (2018-2023)
La prima generazione è basata sulla piattaforma CD4 ed è stata prodotta presso Oakville in Canada insieme alla Ford Edge, Ford Flex e Lincoln MKT. 
Adottando lo stile della coeva Continental e Navigator, la vettura rispetto ai precedenti modelli della casa statunitense che avevano una griglia anteriore divisa in due parti, ne adotta una più grande e dalla forma rettangolare con al centro l'emblema della stella Lincoln. A spingere la vettura c'è un quattro cilindri in linea EcoBoost da 2,0 litri da 245 cavalli e un EcoBoost V6 da 2,7 litri da 335 cavalli; entrambi i motori sono turbocompressi dotati di funzionalità start-stop e abbinati un cambio automatico a 8 rapporti.
Nell'ottobre 2020 la Nautilus è stata aggiornata con nuovi interni simili alle coeve Navigator, Aviator e Corsair, con un display centrale touchscreen da 13,2" più grande e dotato dell'ultimo sistema multimediale SYNC 4 di Ford. Sono state apportate anche piccole modifiche al paraurti anteriore.

### Seconda generazione (2023-)
La seconda generazione è stata introdotta ad inizio del 2023 inizialmente solo sul mercato cinese. Si tratta sempre di un SUV di medie dimensioni a cinque posti, ma disponibile con propulsore sia a benzina che ibrido benzina-elettrico. La versione per il mercato statunitense è stata presentata il 17 aprile 2023. Questa generazione adotta una nuova piattaforma denominata Ford C2, condivisa con le Ford Edge L, Lincoln Corsair e Lincoln Z. La seconda generazione viene prodotta esclusivamente dalla Changan Ford in Cina, poiché Ford ha riorganizzato e riconvertito lo stabilimento di Oakville per produrre solo veicoli elettrici.